# Màquina tèrmica
Una màquina tèrmica és un dispositiu o sistema que treballa establint intercanvis de calor i de treball amb el seu entorn tot transformant una substància mitjançant un procés cíclic o una seqüència d'operacions. Al final de cada cicle la substància retorna al seu estat original i comença un nou cicle. Pot funcionar com a motor, si converteix la calor en treball, o com a refrigerador o bomba de calor si converteix el treball en calor.
Les màquines tèrmiques transformen l'energia mecànica en energia tèrmica, i viceversa. Si converteix la calor en treball funciona com a motor. En canvi, si converteix el treball en calor, actua com a bomba de calor.
Els exemples més habituals de màquines tèrmiques que trobem són els motors tèrmics dièsel i de gasolina que es troben en els automòbils. Molts sistemes de climatització utilitzen bombes de calor que també són màquines tèrmiques.

## Història
A finals del segle xviii, als inicis de la Revolució Industrial, va aparèixer la primera màquina tèrmica: la màquina de vapor. Durant el segle xix es van desenvolupar el motor d'explosió i el motor Stirling entre altres màquines tèrmiques.

## Classificació
Les màquines tèrmiques es divideixen en màquines tèrmiques generadores i màquines tèrmiques motores.
- Les màquines tèrmiques generadores són aquelles en les quals l'energia del fluid augmenta en travessar la màquina, absorbint treball mecànic. N'hi ha de dos tipus:
  - Màquines tèrmiques generadores turbomàquines (per exemple, un turbocompressor)
  - Màquines tèrmiques generadores volumètriques, que al seu torn poden ser alternatives (per exemple, un compressor de pistons) o rotatives (per exemple, un compressor rotatiu).
- Les màquines tèrmiques motores funcionen a l'inrevés, és a dir, l'energia del fluid disminueix en travessar la màquina, amb la consegüent generació de treball. També n'hi ha de dos tipus:
  - Màquines tèrmiques motores turbomàquines (per exemple, una turbina)
  - Màquines tèrmiques motores volumètriques, que al seu torn poden ser alternatives (per exemple, un motor de combustió interna alternatiu o un motor Stirling) o rotatives (per exemple, un motor Wankel).

## Eficiència
L'eficiència d'una màquina tèrmica és la relació entre el treball mecànic útil obtingut i l'energia tèrmica que s'ha utilitzat.
Seguint les lleis de la termodinàmica:
{\displaystyle dW\ =\ dQ_{c}\ -\ (-dQ_{h})}
on
{\displaystyle dW=-PdV} és el treball obtingut de la màquina (el signe és negatiu ja que el treball és produït pel motor i no subministrat des de l'exterior).
{\displaystyle dQ_{h}=T_{h}dS_{h}} és l'energia obtinguda del sistema d'alta temperatura (també amb signe negatiu ja que s'extreu de la font de calor, llavors {\displaystyle (-dQ_{h})} és positiva).
{\displaystyle dQ_{c}=T_{c}dS_{c}} és l'energia tèrmica transmesa al sistema de baixa temperatura.
Simplificant-ho la màquina tèrmica absorbeix l'energia tèrmica de la font de calor. Converteix part d'aquesta energia en treball útil i perd la resta en forma de calor dissipada (es transmet al sistema de baixa temperatura).
Generalment l'eficiència d'un procés de transferència de temperatura determinada es defineix com la proporció entre les aportacions i els resultats. En el cas d'una màquina tèrmica volem obtenir treball a canvi de transferència de calor: 
{\displaystyle \eta ={\frac {-dW}{-dQ_{h}}}={\frac {-dQ_{h}-dQ_{c}}{-dQ_{h}}}=1-{\frac {dQ_{c}}{-dQ_{h}}}}
L'eficiència teòrica màxima de qualsevol màquina o motor tèrmic depèn només de la diferència de temperatures en les quals opera. Aquesta eficiència es deriva habitualment en el model ideal del cicle de Carnot tot i que també seria possible obtenir eficiència màxima utilitzant altres cicles tèrmics.
Matemàticament això es demostra perquè en processos termodinàmicament reversibles el canvi d'entropia al sistema de baixa temperatura és l'invers al del sistema d'alta temperatura ({\displaystyle dS_{c}=-dS_{h}}) això fa que el canvi global d'entropia sigui nul, per tant:
{\displaystyle \eta _{\text{max}}=1-{\frac {T_{c}dS_{c}}{-T_{h}dS_{h}}}=1-{\frac {T_{c}}{T_{h}}}}
on {\displaystyle T_{h}} és la temperatura absoluta de la font de calor i {\displaystyle T_{c}} la del sistema de baixa temperatura. Aquestes mesures habitualment en kèlvins.